# مادان (استان مونتانا)
مادان (به بلغاری: Madan) یک منطقهٔ مسکونی در بلغارستان است که در شهرستان بویچینوفتسی واقع شده‌است.